# Redneck Revolt
Redneck Revolt (lett. "Rivolta Redneck") è una organizzazione politica e gruppo civile armato statunitense di estrema sinistra.

## Storia organizzativa

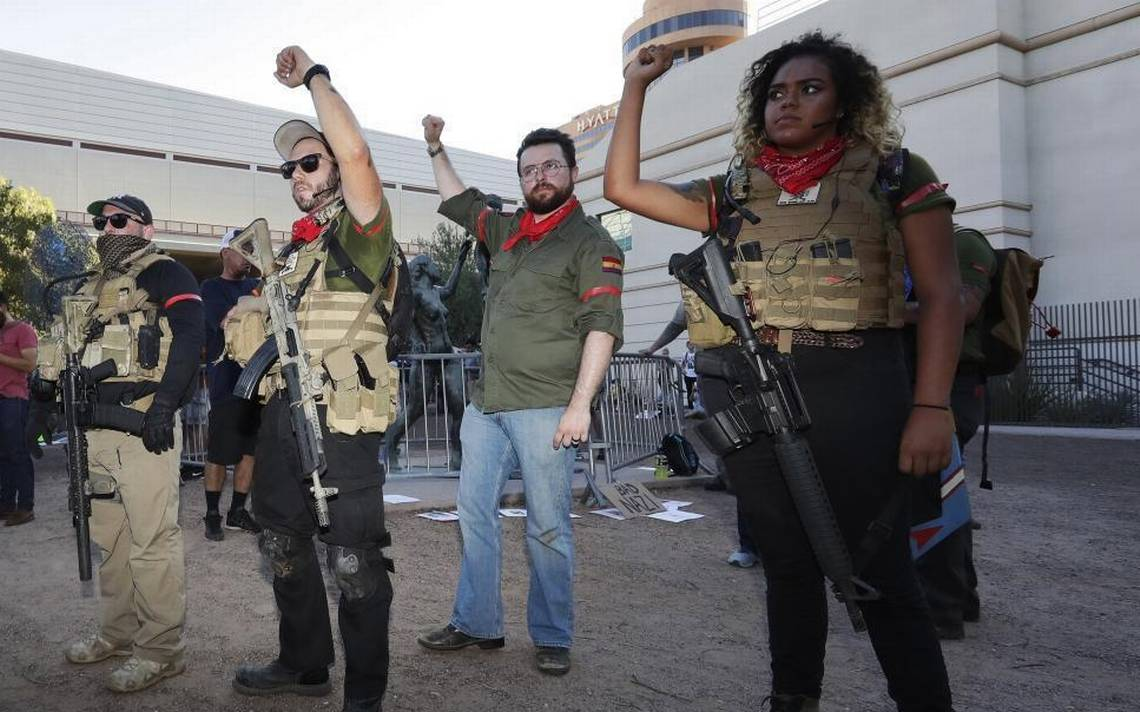
Redneck Revolt durante una dimostrazione armata

Redneck Revolt è stata fondata nel 2009, in parte in risposta alle contraddizioni percepite del movimento Tea Party, come emanazione del John Brown Gun Club, un progetto di addestramento all'uso delle armi da fuoco e di difesa comunitaria fondato a sua volta a Lawrence, in Kansas, nel 2004.
Il membro fondatore Dave Strano faceva precedentemente parte della Rete di Mutuo Soccorso del Kansas, coinvolta nell'organizzazione di proteste contro la Convenzione Nazionale Repubblicana nel 2004, in relazione alla quale lui e altri hanno iniziato ad allenarsi con le armi da fuoco e a impegnarsi nella difesa del Secondo Emendamento. Nei primi anni 2000, i membri del John Brown Gun Club hanno gestito bancarelle antirazziste alle fiere delle armi in Kansas.
Il John Brown Gun Club ha cercato di "demistificare" le armi da fuoco e di distinguere il proprio impegno per l'autodifesa della comunità dai gruppi clandestini che sostenevano la guerriglia. La sua prima grande mobilitazione è stata una protesta contro la conferenza nazionale del 2005 del Minuteman Project.
il gruppo si è riformato come organizzazione nazionale nell'estate del 2016, utilizzando sia il nome Redneck Revolt che John Brown Gun Club, con l'intenzione di rispondere alla crescita del populismo di destra, in particolare tra i bianchi rurali e della classe operaia.
Il gruppo attribuisce l'uso del termine "redneck" all'epoca delle Guerre del carbone, una serie di dispute sindacali negli Stati Uniti che si svolsero dal 1890 al 1930 circa, quando il termine divenne popolare tra i minatori di carbone. L'uso del termine è inteso anche come una forma di sovversione o riappropriazione. Il nome del gruppo si riferisce anche alla Battaglia di Blair Mountain del 1921 e le bandane rosse indossate dai membri emulano quelle indossate dai minatori in sciopero durante quel conflitto. Un membro ha dichiarato che il gruppo cerca di "riconoscere i modi in cui abbiamo commesso errori e comprato la supremazia bianca e il capitalismo, ma anche di darci un ambiente in cui sia giusto celebrare la cultura redneck".
Le loro influenze politiche includono l'abolizionista del XIX secolo John Brown, la Young Patriots Organization, i Deacons for Defense and Justice e la Rainbow Coalition, un'alleanza formata a Chicago negli anni '60 tra il Partito delle Pantere Nere, gli Young Lords e gli Young Patriots.
Il gruppo si considera parte di una tradizione di "ribellione contro la tirannia e l'oppressione" della classe operaia bianca.